# Schilden

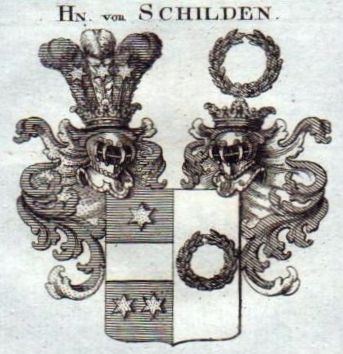
Wappen derer von Schilden ab 1738

Schilden ist der Name eines aus der Stadt Hannover stammenden Adelsgeschlechts, dessen sichere Stammreihe mit dem hannoverschen Organisten Antonius Schild († 1635) beginnt, der urkundlich erstmals im Jahr 1586 erwähnt ist. Die Familie starb 1860 im Mannesstamm aus. 1731 erwarb die Familie das Gut Haseldorf in Holstein.

## Adelserhebung
- Reichsritterstand („Edler von Schilden“) und erbländisch-österreichischer Adelsstand am 4. Mai 1738 in Laxenburg für die drei Brüder Jacob Christoph, königlich großbritannischer und kurfürstlich braunschweig-lüneburgischer Oberzahlkommissär, Heinrich Andreas, Gutsherr auf Haseldorf bei Uetersen, und Bodo Friedrich, königlich großbritannischer und kurfürstlich braunschweig-lüneburgischer Amtmann zu Wustrow im Wendland, sowie für deren Schwester Ernestine Schilden, damals bereits verheiratet mit dem königlich preußischen Staats- und Kriegsminister Wilhelm Heinrich von Thulemeyer (1683–1740). Die kurfürstlich braunschweig-lüneburgische Adelsanerkennung für die Geschwister Bodo Friedrich und Ernestine erfolgte in Hannover erst 23 Jahre später am 4. Mai 1761.
- Reichsadelsstand mit Wappenbestätigung am 22. Januar 1755 in Wien für Carl Ludwig Schilden, königlich großbritannischer und kurfürstlich braunschweig-lüneburgischer Oberstleutnant.
- Kaiserliche Adelslegitimation als „von Schilden“ und Reichsritterstand am 22. September 1744 in Frankfurt am Main (Adelsdiplom nicht gelöst) für Anna Henriette Heinrichson, verheiratete Friccius, die naturalisierte Tochter des o. g. Heinrich Andreas Ritter und Edler von Schilden, Gutsherr auf Haseldorf bei Uetersen, und der Anna Helena Müller. Bestätigung des Reichsritterstands mit „Edle von“ am 20. September 1751 in Wien für dieselbe.

## Wappenbeschreibung
- 1738: Gespalten, rechts in Blau ein silberner Balken, begleitet von drei (2 - 1) goldenen Sternen, links in Silber ein ovaler grüner Lorbeerkranz. Zwei Helme, auf dem rechten mit blau-silbernen Decken die drei Sterne vor drei (blau, silber, blau) Straußenfedern, auf dem linken mit grün-silbernen Decken der Lorbeerkranz.
- 1755: In Blau ein wilder Mann, in der Rechten einen dürren Baum haltend, die Linke auf ein schwarzes Schildchen stützend, darin drei (2 - 1) goldene Sterne. Auf dem Helm mit rechts blau-goldenen, links schwarz-goldenen Decken der wilde Mann zwischen offenem, je mit dem Schildchen belegtem Flug.

## Friccius-Schilden

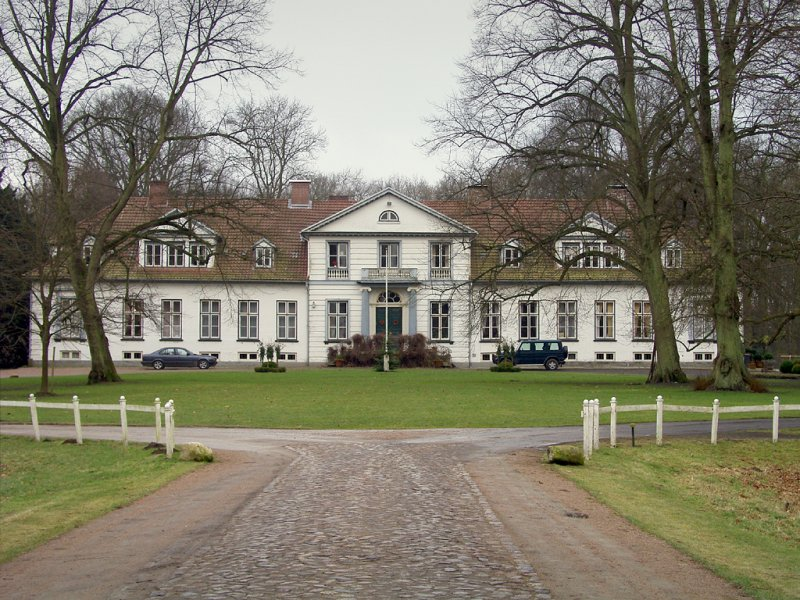
Herrenhaus Haseldorf von 1804

Die Söhne des von Franz I. in den Reichsadelsstand erhobenen dänischen Landkanzlers Friedrich Carl von Friccius (1701–1761) und seiner Frau Anna Henriette, geb. von Schilden († 1752), die Gebrüder Hans Heinrich (1745–1816) und Christian Friedrich von Friccius, nahmen infolge testamentarischer Bestimmung ihres Großvaters Heinrich Andreas von Schilden Namen und Wappen der Familie von Schilden an und nannten sich von Friccius-Schilden. Ab 1770 übernahm Hans Heinrich den Haseldorfer Fideikommiss. Das heutige Herrenhaus Haseldorf wurde 1804 für Hans Heinrich von Friccius-Schilden durch den dänischen Landbaumeister Christian Frederik Hansen geplant und gebaut.

## Oppen-Schilden
Karl August Rudolf von Oppen (1792–1872) erhielt vom dänischen König Friedrich VI. am 25. Dezember 1833 die Genehmigung zur Vereinigung seines Namens und Wappens mit demjenigen seiner Frau Rosalie, geb. Friccius von Schilden und geschiedenen von Schilden-Horst (1786–1864), Erbherrin der von Schilden-Holstein'schen Fideikommissgüter Haseldorf und Haselau unter dem Namen „von Oppen-Schilden“.

## Schoenaich-Carolath-Schilden

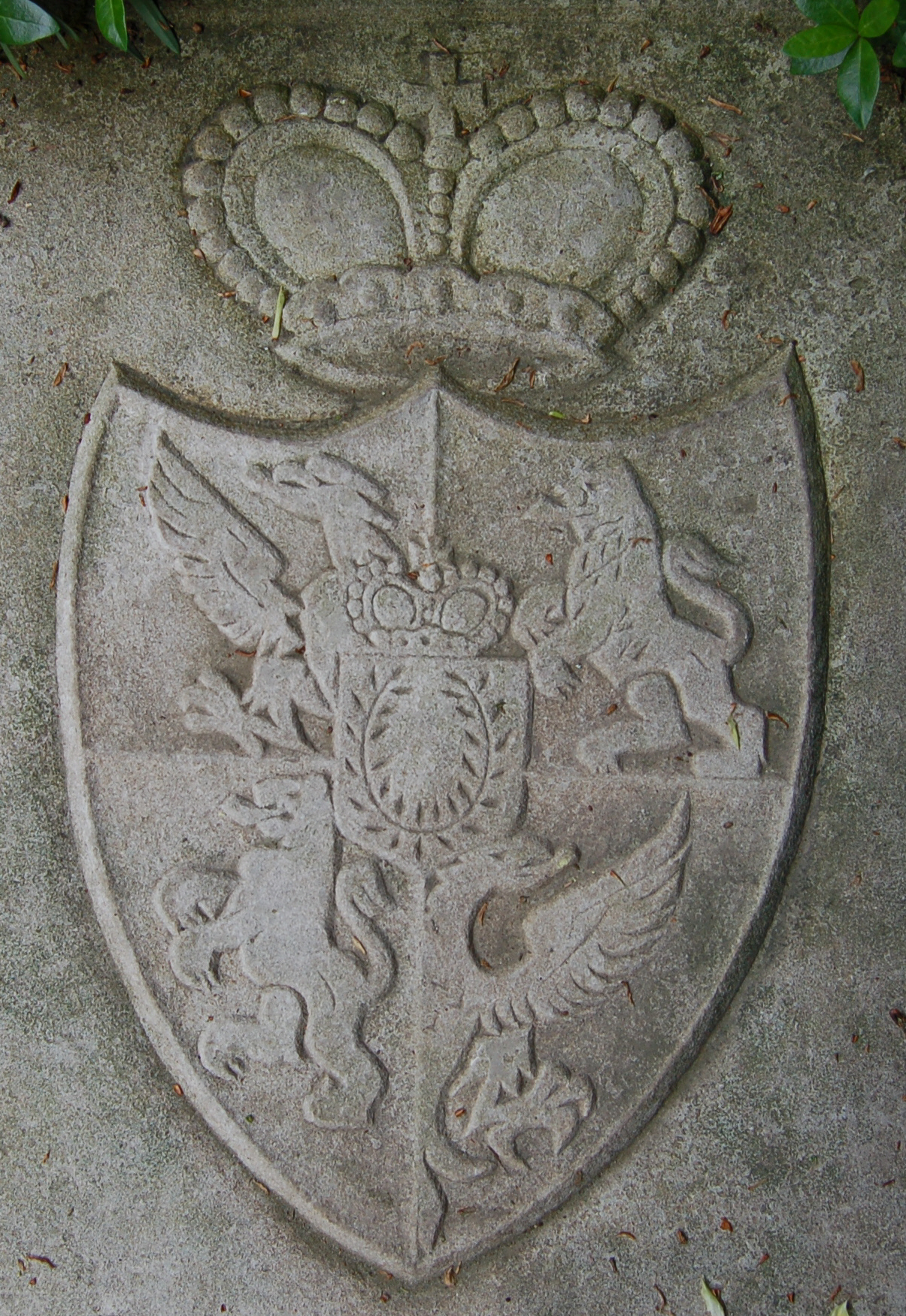
Wappen Schoenaich-Carolath-Schilden

Karl August Rudolf von Oppen-Schilden hatte einen Sohn, der 1896 ohne Erben starb, und eine Tochter Emilie Maria Elisabeth (1822–1871), die seit 1848 mit Karl Heinrich Friedrich Georg Alexander Prinz von Schoenaich-Carolath († 1874) verheiratet war. Ihr Sohn Emil von Schoenaich-Carolath wurde 1896 Erbe des Haseldorfer Fideikommisses und erhielt die preußische Erlaubnis zur Wappen- und Namensvereinigung zu Schoenaich-Carolath-Schilden.